# Xylocopa dapitanensis
Xylocopa dapitanensis là một loài Hymenoptera trong họ Apidae. Loài này được Cockerell mô tả khoa học năm 1915.